# Lauren Tewes
Cynthia Lauren Tewes (Braddock, 26 ottobre 1953) è un'attrice statunitense, diventata popolare per aver interpretato il ruolo della direttrice di crociera Julie McCoy nella serie tv americana Love Boat dal 1977 al 1984.

## Biografia
Studentessa all'Università della California a Riverside, debuttò a teatro negli anni settanta. Dopo aver avuto successo grazie alla partecipazione alla serie Love Boat, l'attrice ebbe seri problemi di droga e dovette abbandonare il telefilm nel 1984, venendo sostituita dall'attrice Pat Klous. Negli anni ottanta torna come guest-star in altre serie TV. Il suo ultimo ruolo televisivo risale al 2000 nel telefilm Il fuggitivo. Lauren Tewes vive oggi a Seattle, nello stato di Washington, dove continua a lavorare a teatro.

## Filmografia parziale
- The Love Boat II, regia di Hy Averback – film TV (1977)
- Charlie's Angels – serie TV, episodi 4x01-4x02 (1979)
- Love Boat (The Love Boat) – serie TV, 199 episodi (1977-1987)
- Fantasilandia (Fantasy Island) – serie TV, episodi 1x06-7x14 (1978-1984)
- La signora in giallo (Murder, She Wrote) – serie TV, episodio 2x07 (1985)
- Hunter – serie TV, episodio 3x07 (1986)
- Camp Cucamonga, regia di Roger Duchowny – film TV (1990)

## Doppiatrici italiane
Nelle versioni in italiano delle opere in cui ha recitato, Lauren Tewes è stata doppiata da:
- Annarosa Garatti in Love Boat
- Mavi Felli ne La signora in giallo
- Beatrice Margiotti in Love Boat (ridoppiaggio ep. 2x17)